# 讲武城镇
讲武城镇，是中华人民共和国河北省邯郸市磁县下辖的一个乡镇级行政单位。

## 行政区划
讲武城镇下辖以下地区：
讲武城村、双庙村、东小屋村、朝冠村、南营村、高庄村、南白道村、北白道村、王家店村、孟庄村、东高禄村、中高禄村、西高禄村、小寨村、大冢营村、东陈村、西陈村、南十里铺村、东李庄村、申庄村、东曹庄村、八里冢村、刘庄村、滏阳营村、前港村、后港村和邯郸市漳河生态科技园区社区。

## 交通
- 京广铁路：讲武城站